# Bois-Colombes
Bois-Colombes je francouzské město v departementu Hauts-de-Seine a regionu Île-de-France.

## Geografie
Sousední obce: Asnières-sur-Seine, Colombes, La Garenne-Colombes a Courbevoie.
Části obce: Les Chambards, Centrum, Les Vallées, La Côte-Saint-Thibaut, Les Bruyères, La cité scolaire Albert-Camus.

## Vývoj počtu obyvatel
Počet obyvatel

## Partnerská města
- Neu-Ulm